# Sweet Wedding Best
A Sweet Wedding Best a Sweetbox-projekt tizenötödik albuma és negyedik válogatásalbuma. 2008-ban jelent meg.
A Wedding Medley című szám a következő dalokból lett mixelve: Everything’s Gonna Be Alright (Bridal Chorus Edit), A Whole New World, Here Comes the Sun, Cinderella, Somewhere, Life Is Cool, That Night, Everything’s Gonna Be Alright.

## Számlista
| #   | Cím                            | Hossz |
| --- | ------------------------------ | ----- |
| 1.  | Everything’s Gonna Be Alright  | 3:13  |
| 2.  | Cinderella                     | 3:19  |
| 3.  | Sometimes                      | 3:08  |
| 4.  | Read My Mind                   | 3:08  |
| 5.  | I’ll Be There                  | 3:18  |
| 6.  | Not Different (I Laugh, I Cry) | 3:48  |
| 7.  | Every Time                     | 3:54  |
| 8.  | Stay                           | 3:35  |
| 9.  | For the Lonely                 | 3:16  |
| 10. | Wedding Medley                 | 7:51  |